# Губин Угол
Губин Угол (рос. Губин Угол) — присілок в Кімрському районі Тверської області Російської Федерації.
Населення становить 52 особи. Входить до складу муніципального утворення Федоровське сільське поселення.

## Історія
Від 2005 року входить до складу муніципального утворення Федоровське сільське поселення.

## Населення
| 1859 | 1887 | 2002 | 2010 |
| ---- | ---- | ---- | ---- |
| 247  | ↗278 | ↘73  | ↘52  |